# Pelageja Zakoerdajeva
Pelageja Osipovna Zakoerdajeva (Russisch: Пелагея Осиповна Закурдаева) (6 juni 1886 – Zarinsk, 13 maart 2005) was naar eigen zeggen de oudste mens ter wereld. Volgens haar paspoort werd ze geboren in 1886, maar omdat van haar geen geboortebewijs bekend is, werd haar claim niet erkend door het Guinness Book of Records.
In totaal is ze vier keer getrouwd geweest. Haar eerste echtgenoot sneuvelde in de Russisch-Japanse Oorlog van 1904.
De laatste jaren bestond haar dagelijks leven vooral uit slapen en televisie kijken. Ze was analfabete.